# Олексій (Новосьолов)
Єпископ Олексій також Олександр Олександрович Новосьолов (17 листопада 1813, Тверська губернія — 26 лютого 1880, Москва) — єпископ Російської православної церкви, єпископ Катеринославський і Таганрозький.

## Життєпис
Народився 17 листопада 1813 в сім'ї диякона Тверської єпархії. З 1829 по 1837 роки навчався у Тверській духовній семінарії.
У 1841 році закінчив курс Київської духовної академії та 27 серпня призначений учителем Полтавської духовної семінарії. 18 грудня 1842 року йому присвоєно ступінь магістра богослов'я.
30 вересня 1846 переведений викладачем у Тверську духовну семінарію.
25 квітня 1848 року прийняв чернецтво і 4 липня висвячений у сан ієромонаха.
З 22 квітня 1849 року — інспектор Подільської духовної семінарії.
9 серпня 1853 року зведений у сан архімандрита.
29 жовтня 1856 року призначений ректором Подільської духовної семінарії та настоятелем Кам'янецького Троїцького першокласного монастиря.
1858—1860 роках — настоятель Благовіщенського монастиря в Муромі. З 10 травня 1860 року — ректор Володимирської духовної семінарії.
17 січня 1867 року отримав призначення на Томську кафедру. 12 березня 1867 року хіротонізований на єпископа Томського. У Томську звернувся до губернатора з проханням допомогти у справі збору пожертв на відновлення Троїцького собору, який впав у 1850 році. Також домігся того, щоб платня викладачів семінарії та духовних училищ Томської єпархії була значно збільшена.
З 21 серпня 1868 року — єпископ Катеринославський і Таганрозький.
23 червня 1871 року через хворобу, звільнений від управління єпархією і призначений членом Московської синодальної контори.
Помер 26 лютого 1880 року в Донському монастирі. Похований у приділі в ім'я преподобного Сергія в Малому соборі Донського монастиря.